# Українці Азербайджану
Українці в Азербайджані (azə. Azərbaycan ukraynalıları) — одна з етнічних громад на території Азербайджану. За переписом 2009 року чисельність азербайджанських українців складала 21,5 тисячі осіб — десята за чисельністю етнічна група Азербайджану, і друга серед слов'янських груп, переважна більшість українців проживає в азербайджанській столиці м. Баку. У період з 2011 по 2022 роки лише 84 особи отримали статус «Закордонного українця» в Азербайджанській Республіці. За даними Посольства України в Азербайджанській Республіці, число українців, які зберегли мову та дотримуються української культури і традицій налічує до 2000 осіб. Лише незначна кількість громадян Азербайджану ототожнюють себе з українським походженням. Водночас, протягом останніх років в Азербайджані збільшується кількість українців, які підтримають та розвивають свої культурні та мовні традиції.

## Історія

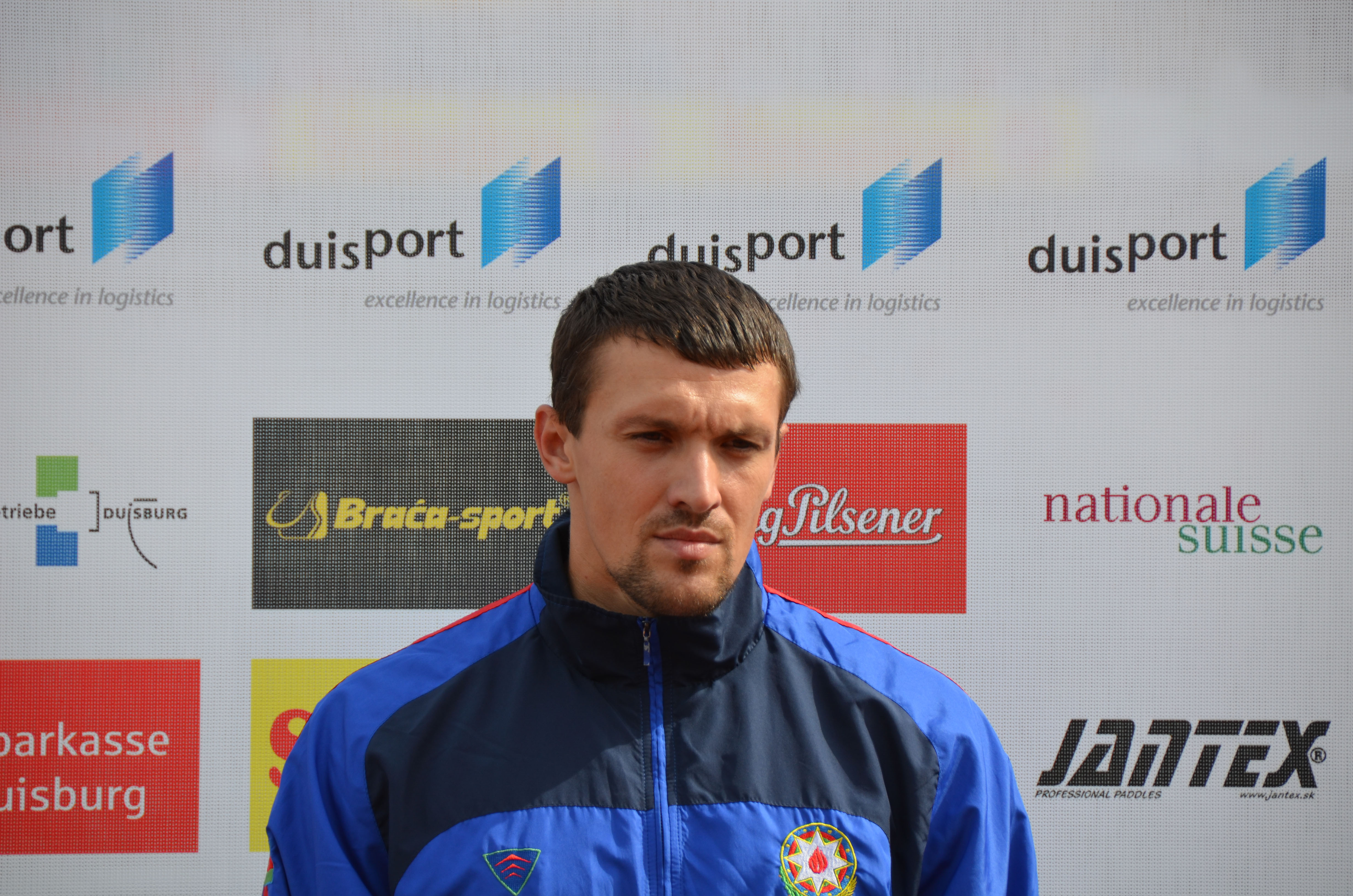
Валентин Дем'яненко, азербайджанський веслувальник-каноїст, призер Олімпіади 2016 року, під час церемонії нагородження за перемогу на ЧС 2013 по каное-спринту в Дуйсбурзі

Початок появи українців на території сучасного Азербайджану сягає часу Перського походу Петра I проти Персії (1722-1723) і укладення між Персією та Росією Петербурзького договору 1723 року, згідно з яким західне узбережжя Каспійського моря разом з Табасаранською провінцією було передано під контроль Російської імперії. Передовою силою Російської імперії на Кавказі було козацтво, як зазначав у своїй книзі "Кавказ" (1904) Ст. Л. Величко. Серед козаків були й українські козаки, однак найбільше козаків з'явилося в даному регіоні після ліквідації Катериною II Запорізької Січі. Ці козаки брали участь у війнах з Персією, до наших днів в Ленкорані на острові Сари збереглися могили отамана Чорноморського козачого війська А. А. Головатого і його соратників.
Звільнення селян, відкриття і початок освоєння нафтових родовищ в кінці XIX століття, викликали міграцію населення на територію сучасного Азербайджану. Деяка частина переселенців була з території сучасної України. Основна частина українців расселялась в районі нафтоносного Апшеронського півострова, деякі переселенці освоювали і сільські райони Азербайджану: село Олексіївка в Хачмазському районі Азербайджану заснували уродженці села Шарівка Богодухівського району Харківської області.
Великий приплив українських мігрантів на територію Азербайджану був пов'язаний з відомими подіями XX століття - першою світової війною, революційними подіями 1917 року, громадянської війною, репресіями та голодомором в Україні (1932-1933), Другою світовою війною та повоєнною відбудовою народного господарства в СРСР. Українські фахівці брали участь у будівництві Сумгаїтського трубопрокатного комбінату, хімічної індустрії Азербайджану, Гянджинського алюмінієвого заводу, Мінгечевирського водосховища та ГЕС, в прокладці Самур-Девечинського каналу, в освоєнні нафтових промислів Каспійського моря. Частина українських фахівців утворила сім'ї і залишилася в Азербайджані.
В Азербайджані склалася сама численна українська громада в Закавказзі, за даними перепису 1989 року вона була четвертою за чисельністю етнічною групою Азербайджану і налічувала 32,5 тисячі осіб.

## Українські організації

### Дореволюційний період
Українське товариство «Просвіта» в Баку
4 березня 1906 р. для регламентації діяльності товариств був виданий імператорський указ «Про тимчасові правила про товариства і спілки», на його основі в Баку було створено українське товариство «Просвіта» імені Т. Г. Шевченка.
27 березня 1907 року на ім'я Бакинського градоначальника від засновників товариства надійшло прохання затвердити статут створеного ними Суспільства і офіційно його зареєструвати, а 23 червня 1907 року в Бакинських губернських відомостях відповідно до листа Бакинського градоначальника від 15 червня 1907 року з'явилася стаття про те, що 4 червня 1907 року товариство було внесено до реєстру товариств.
Українське товариство «Просвіта» імені Т. Г. Шевченка було одним із найбільш представницьких і активних в Баку. Воно об'єднувало українців, які опинилися на території сучасного Азербайджану в результаті трудової імміграції: освоєння Бакинського нафтопромислового регіону, залізничне будівництво, становлення Каспійського морського пароплавства, а також лікарі та вчителі.
Товариство «Просвіта» поширювало українську літературу, створювало свої бібліотеки, школи, влаштовувало публічні лекції, читання, вистави, концерти, виставки, проводило літературно-музичні вечори, присвячені відомим українським поетам і композиторам (Т. Р. Шевченко, М.Лисенко та ін), збирало кошти для спорудження їм пам'ятників, займалося благодійністю.

### Сучасний період
В Азербайджані функціонують українські діаспорські організації:
«Українська громада ім. І.Франка» (УГС)
УГС створена у 2017 році у м. Сумгаїт. Керівником громадської організації є етнічна українка Т.Т.Мусаєва. УГС займає активну проукраїнську позицію, послідовно виступає за підтримку суверенітету і територіальної цілісністі України, є організатором і активним учасником заходів, що сприяють утвердженню позитивного іміджу України на території Азербайджанської Республіки. Під час повномасштабного вторгнення РФ в Україну УГС активно долучився до збору та надання всеосяжної допомоги Україні та громадянам України, які були змушені тимчасово залишити свою Батьківщину. УГС спільно з Посольством України в Азербайджанській Республіці та виконавчою владою м. Сумгаїт надав сприяння щодо відправки до України гуманітарних вантажів (продукти харчування, медикаменти, медичне обладнання) загальною вагою понад 50 тонн. Діаспорською організацією ведеться активна робота зі збереження та розвитку в Азербайджані української культури, традицій та мови. На сьогоднішній день УГС нараховує 150 осіб і має тенденцію до збільшення.
В Азербайджані також існують «Український конгрес Азербайджану» (УКА) на чолі з Ю.К.Осадченком і «Українська громада ім. Т.Шевченка в Азербайджані» (УГА) на чолі з А.Ф.Зарічним. Зазначені утворення протягом багатьої років не здійснюють діяльність, визначену їхніми статутними документами, остаточно втратили авторитет і підтримку з боку українців Азербайджану і перетворилися на маргінальні громади.
В останні роки в Азербайджані активно проявляє себе «нова хвиля» українців, які проживають, працюють або перебувають у змішаних шлюбах на території Азербайджану. Це патріотично налаштовані громадяни, які мають активну громадянську позицію, а їхня діяльність сприяє збереженню культурних традицій українського народу.
У жовтні 2021 року в Баку було створено Український центр (УЦ) з метою популяризації української мови в Азербайджані. Центр всіляко залучається до проведення культурно-мистецьких заходів, а також виступає арт-майданчиком для проведення виставок та тематичних зустрічей українців та друзів України. УЦ є осередком проведення заходів за участю української громади в Азербайджані. 

## Українські монументи в Азербайджані
З метою увічнення та популяризації української культури, в Азербайджані встановлені скульптури на честь видатних діячів і подій України.
Барельєф Т. Г. Шевченка в місті Закатала був офіційно відкритий у червні 1979 року.
У 2006 встановлено бюст відомої поетеси Лесі Українки у Карадазькому районі міста Баку.
У червні 2008 був відкритий пам'ятник Т. Г. Шевченка в одному з центральних районів столиці Азербайджану Президентами України і Азербайджану, а також меморіальна дошка на фасаді будинку в центральній частині Баку, де у 1919-1920 р.р. була розташована Особлива дипломатична місія Української Народної Республіки. Відкриття відбулося в рамках офіційного візиту президента України В. А. Ющенко в Азербайджан, в церемонії взяв участь президент Азербайджану Ільхам Алієв.